# František Žemlička

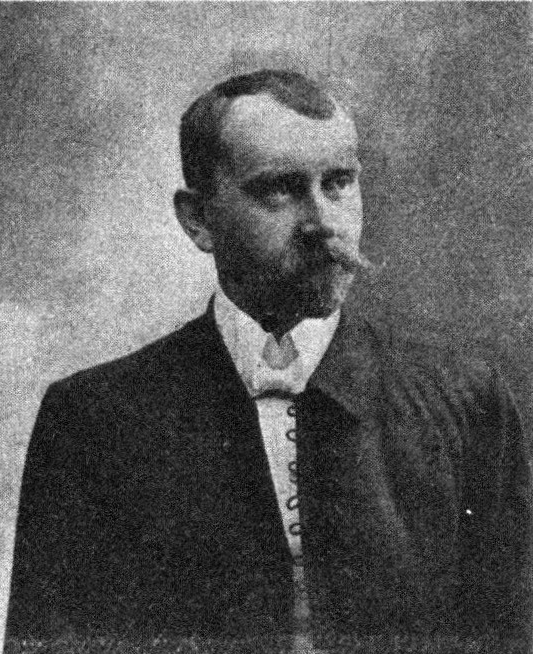
František Žemlička (vor 1908)

František Žemlička (* 12. November 1867 in Sobotka; † 10. Mai 1945 in Jindřichův Hradec (Neuhaus)) war ein tschechischer Drogist und Politiker (Tschechische national-soziale Partei). Er war Abgeordneter zum  Österreichischen Abgeordnetenhaus.

## Leben
František Žemlička wurde als Sohn des Hutmachers František Žemlička und dessen Gattin Anna geboren. Er besuchte zwischen 1873 und 1877 die Volksschule in Sobotka und danach in Turnau und absolvierte im Anschluss das Gymnasium in Jungbunzlau. Er begann 1897 ein Pharmaziestudium an der tschechischen Universität Prag, das er 1899 mit dem Magister der Pharmazie abschloss. Danach diente Žemlička als Einjährig-Freiwilliger bei der 12. Garnisonsapotheke in Josefstadt. Nach dem Ende seines Militärdienstes war Žemlička beruflich als Apotheker tätig, ab 1894 war er Drogist in Neuhaus. Zudem gab er 1904/05 die ehemals agrarische Zeitschrift Štítný heraus. Neben seiner Unternehmertätigkeit als Drogist war Žemlička auch Hausbesitzer in Neuhaus sowie Kassier der Kreditgenossenschaft der Vereinigten Gewerbegenossenschaften in Neuhaus.
Politisch engagierte sich Žemlička als Mitglied der Gemeindevertretung Neuhaus. Zudem war er Vertreter der nationalen tschechischen Gewerbetreibenden in Südböhmen und gehörte dem radikal-politischen Klub in Neuhaus an. Er kandidierte bei der Reichsratswahl 1901 als gemeinsamer Kandidat der Gewerbeorganisationen sowie der Nationalsozialen Partei in Wahlkreis der allgemeinen Wählerklasse des Wahlbezirks Böhmen Tabor etc. bzw. im Stadtwahlkreis 27 Wittingau etc. wobei er jedoch jeweils unterlag. Auch seine Kandidatur bei der böhmischen Landtagswahl im Städtewahlbezirk Neuhaus-Bistritz war nicht erfolgreich. Žemlička trat schließlich der National-sozialen Partei bei und gewann bei der Reichsratswahl 1907 ein Mandat im Wahlbezirk Böhmen 29. Er war in der Folge vom 17. Juni 1907 bis zum 30. März 1911 Abgeordneter zum Abgeordnetenhaus, wobei er der Vereinigung der böhmisch national-sozial- und radikal-fortschrittlichen Abgeordneten bzw. ab November 1910 dem Einheitlichen böhmischen Klub angehörte. Er war Mitglied im Petitions- und Sanitätsausschuss sowie zeitweise Mitglied im Tierseuchenausschuss und widmete sich in seiner parlamentarischen Tätigkeit insbesondere dem Apothekenwesen, der Sprachenfrage sowie lokalen Angelegenheiten. Bei der Reichsratswahl 1911 scheiterte er in seinem Wahlkreis in der Stichwahl gegen František Kratochvíl an seiner Wiederwahl.
Žemlička heiratete 1894 Olga Harmachova, die Tochter eines Handelsgerichtsrates und wurde Vater von drei Söhnen.